# سیارک ۲۴۱۶۲
سیارک ۲۴۱۶۲ (به انگلیسی: 24162 Askaci، نامگذاری:1999WD) بیست و چهار هزار و صد و شصت و دومین سیارک کشف شده‌است که در ۱۷ نوامبر ۱۹۹۹ کشف شد.